# عملية متساوية الحجم

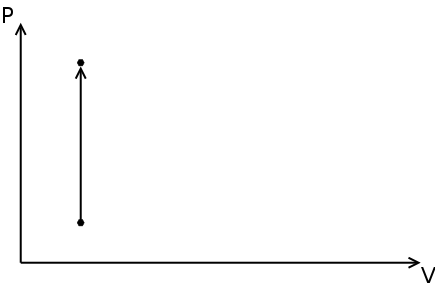
رسم بياني الضغط p و الحجم V. هنا يتغير الضغط بسبب زيادة درجة الحرارة ، مع ثبات الحجم.

عملية متساوية الحجم  في ترموديناميك أو الديناميكا الحرارية (بالإنجليزية: Isochor)
هي عملية أو تجربة يكون فيها حجم النظام ثابتا، مثل حجم الغاز. تسمى أحيانا «عملية ثبات الحجم».
طبقا لقانون جاي لوساك أو قانون تغير غاز مثالي وفي حالة ثبات عددالجزيئات في النظام نطبق المعادلة:
{\displaystyle {p \over T}=const.}
ونستنتج من هذه المعادلة أن التغير النسبي في الضغط يصحبه تغير نسبي لدرجة الحرارة في النظام عندما نحافظ على حجم النظام ثابتا.
أي أن:
{\displaystyle {p_{2} \over p_{1}}={T_{2} \over T_{1}}}
حيث:
- P1: الضغط بالبار بعد رفع حرارة النظام
- P2: الضغط في النظام قبل رفع حرارته
- T1: درجة الحرارة قبل رفع حرارة النظام
- T2: درجة حرارة النظام بعد رفع حرارته

بعد تغير حالة غاز مثالي لا ينتج عن التغيير شغل W (لايحدث تغير في الحجم)، ويتمشى ذلك مع القانون الأول للديناميكا الحرارية، حيث تنطبق المعادلة:
{\displaystyle \Delta U=\Delta Q+\Delta W}
وبالتعويض فيها عن {\displaystyle \Delta W=0}
نجد أن الحرارة الداخلة Q إلى النظام تتحول مباشرة إلى طاقة داخلية {\displaystyle U} ، أي:
{\displaystyle \Delta Q=\Delta U}.